# Serenus von Antinoupolis
Serenus von Antinoupolis (früher auch Serenus von Antissa; * in Antinoupolis, Ägypten) war ein griechischer Mathematiker des 4. Jahrhunderts.

## Leben und Werk
Über das Leben des Serenus ist wenig bekannt. Früher wurde teilweise der Geburtsort Antissa auf Lesbos angenommen, heute nimmt man den Geburtsort Antinoupolis an, eine von Kaiser Hadrian 130 n. Chr. gegründete Stadt in Ägypten. Da er das Werk des Pappos benutzte, nimmt man allgemein an, dass er im 4. Jahrhundert lebte. Von ihm sind zwei mathematische Werke erhalten, Über den Schnitt des Zylinders und Über den Schnitt des Kegels. Er zeigte in Über den Schnitt des Zylinders, dass Schnitte von Ebenen mit Zylindern ebenso wie bei Kegeln auf Ellipsen führen. Wie er selbst schreibt, wollte er dabei einem unter Studenten der Geometrie verbreiteten Irrtum entgegentreten, es handle sich um verschiedene Figuren. In seinem Buch über Kegelschnitte behandelt er vor allem Flächeninhalte von Dreiecken, die durch den Schnitt von Ebenen durch die Spitze von Kegeln entstehen. Serenus schrieb auch einen verlorenen Kommentar zum Werk von Apollonios von Perge über Kegelschnitte, aus dem möglicherweise einige Sätze im Werk von Theon von Smyrna stammen, da Theon sie einem Philosophen Serenus zuschreibt.
Seine Werke wurden von Johann Ernst Nizze und von Johan Ludvig Heiberg herausgegeben. Eine lateinische Übersetzung seiner Werke (De sectione cylindri, De sectione coni) wurde 1566 in der Ausgabe von Apollonios von Federicus Commandinus (Federico Commandino, 1509–1575) in Bologna veröffentlicht, der griechische Text zuerst mit dem von Apollonios von Edmond Halley (Oxford 1710).

## Ausgaben und Übersetzungen
- Heiberg (Herausgeber) Sereni Antinoensis Opuscula, Leipzig, Teubner 1896
- Nizze (Herausgeber, kritische Ausgabe mit lateinischer Übersetzung) Serenus von Antissa: Über den Schnitt des Zylinders, Stralsund 1860, Über den Schnitt des Kegels, Stralsund 1861
- Paul ver Eecke Serenus d´Antinoë. Le livre De la section du cylindre et le livre De la section du cône, Paris, Brügge 1929 (französische Übersetzung)